# Bokinka Pańska
Bokinka Pańska – wieś w Polsce położona w województwie lubelskim, w powiecie bialskim, w gminie Tuczna.
W latach 1975–1998 miejscowość administracyjnie należała do województwa bialskopodlaskiego.
Wieś jest sołectwem w gminie Tuczna. Według Narodowego Spisu Powszechnego z roku 2011 wieś liczyła 172 mieszkańców.
Wierni Kościoła rzymskokatolickiego należą do parafii Trójcy Świętej w Huszczy.

## Części miejscowości
| SIMC    | Nazwa                | Rodzaj    |
| ------- | -------------------- | --------- |
| 1024356 | Koło Mądrego Drzewka | część wsi |
| 1024362 | Końce                | część wsi |
| 1024416 | Mądre Drzewko        | część wsi |
| 1024600 | Pod Osowem           | część wsi |
| 0021060 | Przycinek            | część wsi |

## Historia
W Bokince Pańskiej w 1866 wzniesiona została unicka cerkiew św. Michała Archanioła. W 1875 została ona przymusowo przemianowana na cerkiew prawosławną. W 1914 była to filia cerkwi Podwyższenia Krzyża Pańskiego w Żeszczynce. Budowlę tę zniszczono podczas akcji rewindykacyjno-polonizacyjnej w 1938 r. Obecnie we wsi znajduje się prawosławny cmentarz z cerkwią św. Mikołaja, należącą do parafii św. Anny w Międzylesiu.
Według spisu powszechnego z roku 1921 miejscowość Bokinka Pańska w gminie Międzyleś posiadała 23 domy i 234 mieszkańców.